# حمله بئر العبد
حمله بئر العبد در روز جمعه ۲۴ نوامبر ۲۰۱۷ توسط افراد مسلح به مسجد الروضه در منطقه بئر العبد واقع در غرب شهر عریش مصر دست کم ۳۰۵ نفر کشته و بیش از ۱۲۸ زخمی به جا گذاشت.

## شرح واقعه
در پی انفجار بمبی در مسجد الروضه در منطقه بئر العبد واقع در غرب شهر عریش در روز جمعه، ۲۴ نوامبر ۲۰۱۷ در بیرون از مسجد دست کم ۴۰ نفر مسلح سوار بر خودروهای جیب هنگام فرار نمازگزاران به سوی آنها آتش گشودند.
بنابر گزارش آسوشیتدپرس یک هفته پیش از حمله، داعش به کدخدای الروضه هشدار داده بود که از برگزاری مراسم ویژه صوفیان خودداری کرده، همچنین با نیروی‌های امنیتی مصر همکاری نکنند.

## کشته و زخمی
در این حمله دست‌کم ۳۰۵ نفر جان خود را از دست داده و بیش از ۱۲۸ نفر نیز زخمی شده‌اند. به گفته منابع مصری در روز شنبه ۲۷ نوامبر ۲۵ تن از قربانیان کودکان بوده‌اند.

## هدف
تعدادی از مأموران امنیتی و اعضای خانواده‌های آنها که در آن زمان در مسجد الروضه در حال عبادت بودند هدف این حمله تروریستی قرار گرفتند.
مسجد الروضه متعلق به مسلمانان صوفی است و در منطقه «بئر العبد» در ۴۰ کیلومتری غرب شهر «العریش» مرکز استان سینای شمالی و در شمال صحرای سینا قرار دارد.این منطقه محل فعالیت اعضای گروه‌های اسلامگرای تندرو بوده که به‌طور خاص نیروها و واحدهای نظامی و امنیتی مصر را هدف حمله قرار می‌دهند.

## مظنونین حمله
هیچ گروهی مسئولیت این حمله را به عهده نگرفته‌است. تلویزیون مصر روز شنبه ۲۵ نوامبر ضمن پخش متن بیانیه دادستانی کل این کشور اعلام کرد مهاجمان هنگام حمله پرچم‌های داعش را در دست داشتند.

## واکنش‌ها

### داخلی
- به دنبال این حمله، عبدالفتاح سیسی، رئیس‌جمهوری مصر، یک جلسه امنیتی دولت مصر را تشکیل داد.
- نیروی هوایی مصر بر روی مناطقی در نزدیکی مسجد الروضه که مورد تهاجم تروریستها قرار گرفته بود دست به حملات هوایی زده‌است.[۲۱]
- دولت مصر سه روز عزای عمومی اعلام کرده‌است.[۱۱][۱۲][۱۳]

### خارجی
- این حمله مرگبار توسط شورای امنیت، دبیرکل سازمان ملل، رئیس‌جمهوری آمریکا و شماری از رهبران کشورها و مقام‌های بین‌المللی به شدت محکوم شده‌است.
- دونالد ترامپ، رئیس‌جمهوری آمریکا، این حمله تروریستی را که نمازگزاران بی‌گناه و بی‌دفاع را هدف قرار می‌دهد اقدامی «بزدلانه» خواند.[۱۴]